# Titovka
La Titovka  (russo: Титовка, finlandese: Vaalesjoki) è un fiume russo che nasce dal lago Koškajavr, attraversa l'oblast' di Murmansk e sfocia nel golfo Motovskij (mare di Barents), presso Novaja Titovka, dopo un percorso di 83 chilometri. Il bacino è di 1 320 km². Il suo corso forma per una gran parte il confine tra i distretti (rajon) Pečengskij e Kol'skij.
Tra il 1920 e il 1944 la Titovka segnava il confine di stato tra l'Unione Sovietica e la Finlandia, che allora, con il porto di  Petsamo (in russo: Pečenga), aveva accesso al mare di Barents.